# Piramida Senusereta I
Piramida Senusereta I – piramida pełniąca funkcję grobowca faraona Senusereta I, mieszcząca się w pobliżu współczesnej miejscowości Fajum. W XIX i XX wieku budowla była obiektem prac archeologicznych przeprowadzanych przez zespoły Gastona Maspero, Josepha Étienne’a Gautiera, Gustave’a Jéquiera, Alberta Lythgoe, Arthura Mace’a oraz Ambrose’a Lansinga.

## Architektura
Piramida miała lekko pochylone ściany zewnętrzne, na szczycie zdobił ją wklęsły gzyms. Wejście do piramidy było pokryte granitem.
Wewnątrz piramidy znajdowała się łaźnia oraz dziedziniec, połączony korytarzem z groblą, która prowadziła do niewielkiego budynku z suszonej cegły, przeznaczonego dla kapłanów. Dziedziniec, wykonany z wapienia, posiadał granitowy ołtarz i system odprowadzania wody deszczowej. Korytarz prowadził schodami do kaplicy, w której znajdowało się pięć wnęk; w jednej z nich stał wysoki na 2,7 metra pomnik faraona. W obrębie piramidy znajdowała się także druga kaplica.
Wewnątrz grobowca znajdowało się przejście ozdobione posągami Senusereta I, które stały w głębokich niszach znajdujących się w odległości 10 łokci (ponad 5 m) od siebie. Zachowało się 8 posągów, stały się one częścią zbiorów nowojorskiego Metropolitan Museum of Art oraz Muzeum Egipskiego w Kairze.